# Gurk (rivière)
La Gurk (en slovène : Krka) est une rivière qui coule dans le land de Carinthie en Autriche. C'est un affluent en rive gauche de la Drave. Avec ses 157 km de long, elle est la plus grande rivière qui coule entièrement dans la Carinthie, son bassin en représente 27 % du territoire.

## Géographie
La Gurk a pour origine deux lacs de cirque, le Gurksee et le Torersee, situés au-dessus des communes d'Albeck et de Reichenau à une altitude d'environ 2000 mètres. La région des
sources (Gurkursprung), en tant qu'habitat du Pluvier guignard, est reconnue depuis 1981 comme réserve naturelle.
La zone du cours supérieur de la Gurk s'étend jusqu'à Gnesau au sud ; puis la rivière tourne vers Weitensfeld et la commune de Gurk à l'est et elle atteint la ville historique de Straßburg, l'ancienne résidence des évêques de Gurk. Le cours inférieur de la Gurk coule d'Althofen au nord vers le vaste bassin de Klagenfurt et la confluence avec la rivière Glan. Elle se jette dans la Drave par sa rive gauche près de Sankt Kanzian au sud de Völkermarkt.
La vallée de la Gurk (Gurktal) donne son nom aux Alpes de Gurktal, une chaîne montagneuse des Alpes orientales centrales.